# ديانا س. رابينوفيتش
ديانا س. رابينوفيتش (يوليو 1943 - 22 أبريل 2021) عالمة نفسي ومعلمة وكاتبة مقالات أرجنتينية. كانت معروفة من بين آخرين بترجمة جاك لاكان إلى الإسبانية.
توفيت رابينوفيتش في بوينس آيرس في 22 أبريل 2021 عن عمر يناهز 77 عامًا من جراء كوفيد 19.